# Johan Åberg
För andra betydelser, se Johan Åberg (olika betydelser).
Johan Ludvig Åberg, född 17 april 1972 i Danderyds församling, är en svensk musikproducent, låtskrivare och manager. 
Under det sena 1990-talet och tidiga 2000-talet skrev han och producerade ett flertal internationella hit-låtar till artister som Christina Aguilera ("Come On Over Baby") och Cher ("A Different Kind Of Love Song") med flera. Utöver jobbet som låtskrivare och producent var han även manager åt flera artister, däribland Ulrik Munther som kom trea i Melodifestivalen 2012 med låten "Soldiers" där också Åberg själv var med och skrev och producerade.

## Bakgrund
Åberg växte upp i Stocksund i Danderyds kommun, där han fortfarande bor. Han började sin musikaliska karriär som tonåring, då som gitarrist i ett rockband. Han gick musikgymnasium på Södra Latin och studerade senare på Konstskolan och Konstskolan Basis i Stockholm. Under utbildningen lämnade han sitt band och mer tid ägnades åt att skriva låtar åt andra artister. 1998 startade han produktionsbolaget Eclectic Music med Anders Hansson. 
Åberg är sambo med Cecilia Beck-Friis som han har två barn med. 

## Musikaliska framgångar
I slutet av 1990-talet parades Åberg ihop med låtskrivaren Paul Rein och de två skrev bland annat "Come On Over Baby" och "I've Got My Eyes On You". "Come On Over Baby" spelades in av den då relativt okända artisten Christina Aguilera och blev den fjärde singeln på hennes debutskiva Christina Aguilera. Singeln blev etta på amerikanska Billboard-listan, och albumet har sålts i över 17 miljoner exemplar världen över. "I've Got My Eyes On You" spelades in av Jessica Simpson på hennes debutskiva Sweet Kisses som sålde dubbelt platinum i USA.
2002 var Johan Åberg med och skrev och producerade "A Different Kind of Love Song" som var med på Chers skiva Living Proof. Låten blev etta på Billboards dans-lista. Under tidiga 2000-talet skrev han även låtar som spelades in av artister som franska tjejgruppen L5 och kinesiska popstjärnan Wei Wei.
Åberg var tidigare manager åt Ulrik Munther som han upptäckte i Lilla Melodifestivalen. Under Åbergs management har Munther kommit tvåa i Metro Music Challange 2009, gjort en uppmärksammad cover av Lady Gagas "Born This Way", kommit trea i Melodifestivalen 2012 och släppt ett listtoppande album.
Han har även tillsammans med Ola Håkansson och Tomas Lööw grundat independent-skivbolaget Artist House Stockholm i början på 2013, där bland andra The Fooo, År&Dar och Moa Rudsäter är signade.

## Aktuell verksamhet
Sedan tre år tillbaka driver Åberg den digitala byrån A26 Media AB. 